# Koshantschikovius
Koshantschikovius är ett släkte av skalbaggar. Koshantschikovius ingår i familjen Aphodiidae.

## Dottertaxa tillKoshantschikovius, i alfabetisk ordning[1]
- Koshantschikovius andrewesi
- Koshantschikovius anthonyi
- Koshantschikovius astacus
- Koshantschikovius bifidus
- Koshantschikovius buchamaensis
- Koshantschikovius chovdgolensis
- Koshantschikovius conicus
- Koshantschikovius crassigena
- Koshantschikovius desaegeri
- Koshantschikovius erytoides
- Koshantschikovius genieri
- Koshantschikovius haematicus
- Koshantschikovius hartwigi
- Koshantschikovius holmi
- Koshantschikovius intractatus
- Koshantschikovius latecinctus
- Koshantschikovius nagporensis
- Koshantschikovius neohaematiticus
- Koshantschikovius peculator
- Koshantschikovius pensus
- Koshantschikovius praedabundus
- Koshantschikovius protervus
- Koshantschikovius schmitzi
- Koshantschikovius schusteri
- Koshantschikovius snizeki
- Koshantschikovius splendens
- Koshantschikovius strandi
- Koshantschikovius substriatoides
- Koshantschikovius substriatus
- Koshantschikovius sulcifrons
- Koshantschikovius szunyoghyi